# Без особого риска
«Без особого риска» — советский художественный фильм о работниках милиции режиссёра Самвела Гаспарова, снятый в 1983 году на киностудии имени М. Горького.

## Сюжет
В фильме показаны работники милиции как обычные люди, у них семьи, проблемы, но на работе они заняты операцией по задержанию особо опасного преступника. Это происходит в Крыму и никак не должно мешать отдыхающим.
Из семейных проблем — у капитана милиции не достаёт понимания с женой, а их сын участвовал в драке в школе; у лейтенанта милиции сестра по вечерам с кем-то встречается; их же коллега по органам излишне суматошен — он постоянно бегает по магазинам и звонит своим тбилисским родственникам.

## В ролях
- Борис Невзоров — капитан милиции Юрий Сергеевич Грановский, старший инспектор уголовного розыска
- Ашот Меликджанян — старший лейтенант милиции Левон Суренович Аветисов, инспектор уголовного розыска
- Александр Галибин — лейтенант милиции Виктор Сергеевич Петров, инспектор уголовного розыска
- Михаил Пуговкин — Сергей Сергеевич, отец Грановского
- Ольга Гаспарова — Ольга Грановская
- Марина Тбилели — мать Аветисова
- Борис Химичев — полковник Сафонов
- Михаил Кокшенов — Музыченко, водитель служебной «Волги»
- Александр Иншаков — грабитель Зероев
- Олег Федулов — грабитель
- Самвел Гаспаров — грабитель
- Евгений Бакалов — молодой грабитель
- Наталья Суровегина — ведущая конкурса на теплоходе
- Борис Гитин — пассажир ялтинского автобуса
- Юрий Сорокин — участковый Семёнов
- Вадим Захарченко — отец Виктора Петрова
- Раиса Рязанова — новая жена Петрова-старшего
- Анзор Урдия — сосед Аветисовых
- Галина Комарова — Ритка  (не указана в титрах)
- Георгий Милляр — пассажир ялтинского автобуса  (не указан в титрах)
- Мария Скворцова — нянечка в больнице  (не указана в титрах)

## Съёмочная группа
- Автор сценария: Рамиз Фаталиев
- Режиссёр: Самвел Гаспаров
- Оператор: Сергей Филиппов
- Художник: Александр Попов
- Композитор: Евгений Крылатов
- Группа каскадёров, под руководством Александра Филатова

## Критика
Киновед и кинокритик Александр Фёдоров так отозвался о фильме: «авторы словно спорят с критиками своих прежних фильмов („Ненависть“, „Шестой“ и др.). Дескать, раньше были только погони, трюки, стрельба да драки. А теперь мы всё это сведём к минимуму… … Своей цели авторы отчасти добились. Фильм „Без особого риска“, наверное, никто не упрекнёт в чрезмерном увлечении трюками. Но, увы, вряд ли кто-нибудь обнаружит здесь и глубину характеров, психологические нюансы. „Частная жизнь сотрудника уголовного розыска“ показана в фильме без серьёзного проникновения во взаимоотношения людей, в их внутренний мир. Отсюда не удивительно, что в штампованных обстоятельствах и актёры играют бледно, оживляясь лишь в сценах схваток с бандитами».